# بئر الخزام (الرقة)
بئر الخزام قرية سورية تتبع ناحية الجرنية في منطقة الثورة في محافظة الرقة. بلغ عدد سكانها 7 نسمة في عام 2004 حسب إحصاء المكتب المركزي للإحصاء.